# Sh2-148
Sh2-148 è una nebulosa a emissione visibile nella costellazione di Cefeo.
Si individua sul bordo sudorientale della costellazione, a ridosso del confine con Cassiopea; il periodo più indicato per la sua osservazione nel cielo serale ricade fra i mesi di luglio e dicembre ed è notevolmente facilitata per osservatori posti nelle regioni dell'emisfero boreale terrestre, dove si presenta circumpolare fino alle regioni temperate calde.
Si tratta di una debole regione H II costituente la parte centrale di una regione di formazione stellare che comprende anche la vicine Sh2-149 e, forse, anche il resto di supernova Sh2-147; il complesso si troverebbe sul Braccio di Perseo alla distanza di 5500 parsec (17930 anni luce). Secondo il Catalogo Avedisova, le responsabili della ionizzazione dei gas del complesso sarebbero una stella blu di classe spettrale O8V e una stella azzurra di classe B0V. Nei pressi di questo sistema si troverebbero anche l'ammasso aperto King 10 e sei sorgenti di radiazione infrarossa; fra queste spicca la sorgente 2MASX J22555978+5814424, coincidente con un oggetto stellare giovane, cui sono legate emissioni alla lunghezza d'onda del monossido di carbonio e dell'ammoniaca.
Queste tre nebulose costituiscono uno dei due addensamenti principali di una nube molecolare gigante nota come [UUT2000] Cloud A, che con una massa di 105.000 M⊙ è una delle nubi più estese e massicce conosciute in questo tratto del Braccio di Perseo; il secondo addensamento corrisponde alle nebulose Sh2-152 e Sh2-153, situate più a est.